# سير سيدريك
سير سيدريك (24 أكتوبر 1974-) ولد بسان جودون. هو كاتب إثارة فرنسي.